# Roger Souvereyns
Roger Souvereyns (né le 2 décembre 1938) est un chef belge étoilé Michelin et ancien restaurateur. 

## Carrière
Roger Souvereyns a commencé sa carrière en 1953 comme apprenti. Il a ensuite acquis de l'expérience dans la restauration à Bruxelles et à Paris. Entre 1961 et 1979, il a ouvert plusieurs magasins dans la région de Hasselt, un traiteur sur la Grote Markt à Hasselt et plusieurs restaurants - Salons Van Dijck à Kermt, Sir Anthony Van Dyck à Anvers et Clou Doré à Liège. Il les vend en 1979. En 1983, il achète et rénove la ferme Scholteshof à Stevoort et ouvre un restaurant. Il a été l'un des premiers à proposer un concept de la ferme à la table. Après la fermeture et la vente de son restaurant au début des années 2000, il devient directeur culinaire du Flanders Hotel Holding en 2003.

## Publications
- (de) Roger Souvereyns et Rosine De Djin, Der Scholteshof in Flandern : Kulinarische Lebenskunst im Wechsel der Jahreszeiten, Econ-Verlag, 1990 (ISBN 978-3-4301-8628-5)[4]
- (de) Roger Souvereyns, Feine leichte Kräuterküche, Edel Verlagsgruppe, 1998, 192 p. (ISBN 978-3-9320-2315-6)[5]

## Distinctions
Il a reçu deux étoiles Michelin entre 1985 et 1993 pour ses talents,,.